# Snöbådan, Kyrkslätt
Snöbådan är en ö i Finland. Den ligger i Finska viken och i kommunen Kyrkslätt i den ekonomiska regionen  Helsingfors i landskapet Nyland, i den södra delen av landet. Ön ligger omkring 45 kilometer sydväst om Helsingfors.
Öns area är 0,6 hektar och dess största längd är 180 meter i nord-sydlig riktning.
På Snöbådan står en sektorfyr som märker ut farlederna in mot Ingå (som ensfyr med fyren på Makilo) och mot Porkala.